# Pele van Anholt
Pele van Anholt (Sneek, 23 aprile 1991) è un calciatore olandese, difensore del TEC VV.